# 16e cérémonie des Hong Kong Film Awards
La 16e cérémonie des Hong Kong Film Awards a eu lieu le 13 avril 1997.

## Meilleur film
- Comrades, Almost a Love Story de Peter Chan
  - Big Bullet de Benny Chan
  - Hu-Du-Men de Shu Kei
  - Police Story 4: First Strike de Stanley Tong
  - Viva Erotica de Derek Yee

## Meilleur réalisateur
- Peter Chan pour Comrades, Almost a Love Story
  - Benny Chan pour Big Bullet
  - Derek Chiu Sung-Kei pour The Log
  - Shu Kei pour Hu-Du-Men
  - Derek Yee et Law Chi-Leung pour Viva Erotica

## Meilleur scénario
- Ivy Ho pour Comrades, Almost a Love Story
  - Cheung Chi-Sing (Love and Sex Among the Ruins)
  - Chung Gai-Cheung (Once Upon A Time in Triad Society)
  - Chung Gai-Cheung (Once Upon A Time in Triad Society 2)
  - Lee Chi-Ngai (Lost and Found)
  - Raymond To Kwok-Wai pour Hu-Du-Men

## Meilleur acteur
- Kent Cheng pour The Log
  - Jackie Chan pour Contre-attaque
  - Leslie Cheung pour Viva Erotica
  - Leon Lai pour Comrades, Almost a Love Story
  - Lau Ching-wan pour Big Bullet
  - Michael Wong pour First Option

## Meilleure actrice
- Maggie Cheung pour Comrades, Almost a Love Story
  - Gong Li pour Temptress Moon
  - Karen Mok pour Le Dieu de la cuisine
  - Sandra Ng pour 4 Faces of Eve
  - Josephine Siao pour Hu-Du-Men

## Meilleur acteur dans un second rôle
- Eric Tsang pour Comrades, Almost a Love Story
  - Jordan Chan Siu-Chun pour Big Bullet
  - Jerry Lamb Hiu-Fung (The Log)
  - Tsui Kam-Kong pour Viva Erotica
  - Anthony Wong Chau-sang (Young and Dangerous 3)
  - Simon Yam (To Be No. 1)

## Meilleure actrice dans un second rôle
- Shu Qi pour Viva Erotica
  - Law Koon-Lan pour Bodyguards of Last Governor
  - Law Lan (July 13th)
  - Theresa Lee Yi-Hung pour Big Bullet
  - Theresa Lee Yi-Hung (Who's the Woman Who's the Man)
  - Anita Yuen Wing-Yee pour Hu-Du-Men

## Meilleur nouvel espoir
- Shu Qi pour Viva Erotica
  - Daniel Chan Hiu-Tung pour Hu-Du-Men
  - Theresa Lee Yi-Hung (Who's the Woman Who's the Man)
  - Annie Wu pour Police Story 4: First Strike
  - Kristy Yeung Kung-Yu pour Comrades, Almost a Love Story

## Meilleure photographie
- Jingle Ma Chor-Sing pour Comrades, Almost a Love Story
  - Christopher Doyle pour Temptress Moon
  - Poon Hang-Sang (Shanghai Grand)
  - Arthur Wong Ngok-Tai pour Big Bullet
  - Arthur Wong Ngok-Tai (Somebody Up There Likes Me)

## Meilleur montage
- Cheung Yiu-Chung, Cheung Ka-Fai pour Big Bullet
  - Chan Kei-Hop pour First Option
  - Cheung Yiu-Chung, Yau Chi-Wai pour Police Story 4: First Strike
  - Kwong Chi-Leung, Shu Kei pour Hu-Du-Men
  - David Wu Dai-Wai (Somebody Up There Like Me)

## Meilleure direction artistique
- Yee Chung-Man pour Comrades, Almost a Love Story
  - Yee Chung-Man (Who's the Woman, Who's the Man)
  - Ma Ngan-Chiu, Lui Cho-Hung (Black Mask)
  - Wong Hap-Kwai pour Temptress Moon
  - Yu Ka-On (Shanghai Grand)

## Meilleurs costumes
- Ng Lei-Lo pour Comrades, Almost a Love Story
  - Chan Yu-Kwong pour 4 Faces of Eve
  - Fung Kwan-Man, Kwan Mei-Bo (Black Mask)
  - Ng Lei-Lo (Who's the Woman, Who's the Man)
  - Yu Ka-On (Shanghai Grand)

## Meilleure chorégraphie d'action
- Stanley Tong Kwai-Lai pour Police Story 4: First Strike
  - Ching Siu-Tung, Ma-Yuk Sing (Dr. Wai in "The Scripture With No Words")
  - Ma-Yuk Sing pour Big Bullet
  - Stephen Tung Wai (Shanghai Grand)
  - Yuen Woo-Ping (Black Mask)

## Meilleure musique de film
- Chiu Jun-Fun pour Comrades, Almost a Love Story
  - Chiu Jun-Fun, Peter Kam Pui-Tat (The Age of Miracles)
  - Clarence Hui Yuen, Chiu Jun-Fun, Lau Cho-Tak pour Viva Erotica
  - Peter Kam Pui-Tat pour Big Bullet
  - Tats Lau Yi-Tat (The Log)

## Meilleure chanson
- "Fung Fa Shuet" (from Lost and Found)

```
  Music: Mark Lui Chun-Tak
  Lyrics: Chow Lai-Mau
  Performer: Kelly Chan Wai-Lam
```

- - "Sik Ching Nam Nui" (from Viva Erotica)

```
  Lyrics: Lam Jik
  Performer: Karen Mok Man-Wai and Jordan Chan Siu-Chun
```

- - "Yau Sum Yun" (from Who's the Woman, Who's the Man)

```
  Music: Leslie Cheung Kwok-Wing
  Lyrics: Lam Jik
  Performer: Leslie Cheung Kwok-Wing and Anita Mui Yim-Fong
```

- - "Mut Kai" (Feel 100%….Once More)

```
  Music: Chan Kwok-Wah
  Lyrics: Erica Lee Man
  Performer: Sammi Cheng Sau-Man
```